# Nandewar Range
Nandewar Range – wulkaniczne pasmo górskie w Wielkich Górach Wododziałowych w Australii, w północno-wschodniej części stanu Nowa Południowa Walia. Znajduje się na wschód od Narrabri, między rzekami Namoi River na południu i Gwydir River na północy. Najwyższym szczytem jest Mount Kaputar (1524 m) wznoszący się w zachodniej części pasma. Inne ważniejsze szczyty to: Mount Lindesay (1436 m), Grattai Mountain (1412 m), Mount Ningadhun (1373 m), Bushy Mountain (1260 m), Round Mountain (1250 m), Mount Yulludunida (1225 m), Castle Top Mountain (1120 m) i Gins Moutain (1120 m).
Większą część Nandewar Range zajmuje Mount Kaputar National Park powstały w 1959 roku. Jego powierzchnia wynosi 368 km².
Pasmo jest pozostałością wulkanu tarczowego zbudowanego z bazaltów. Zamieszkują je m.in. sowice ciemnolice, orły australijskie, kukabury chichotliwe, kangury szare, nogale brunatne i koale australijskie.
Pierwszym Europejczykiem, który zobaczył pasmo, był John Oxley w 1818 roku.

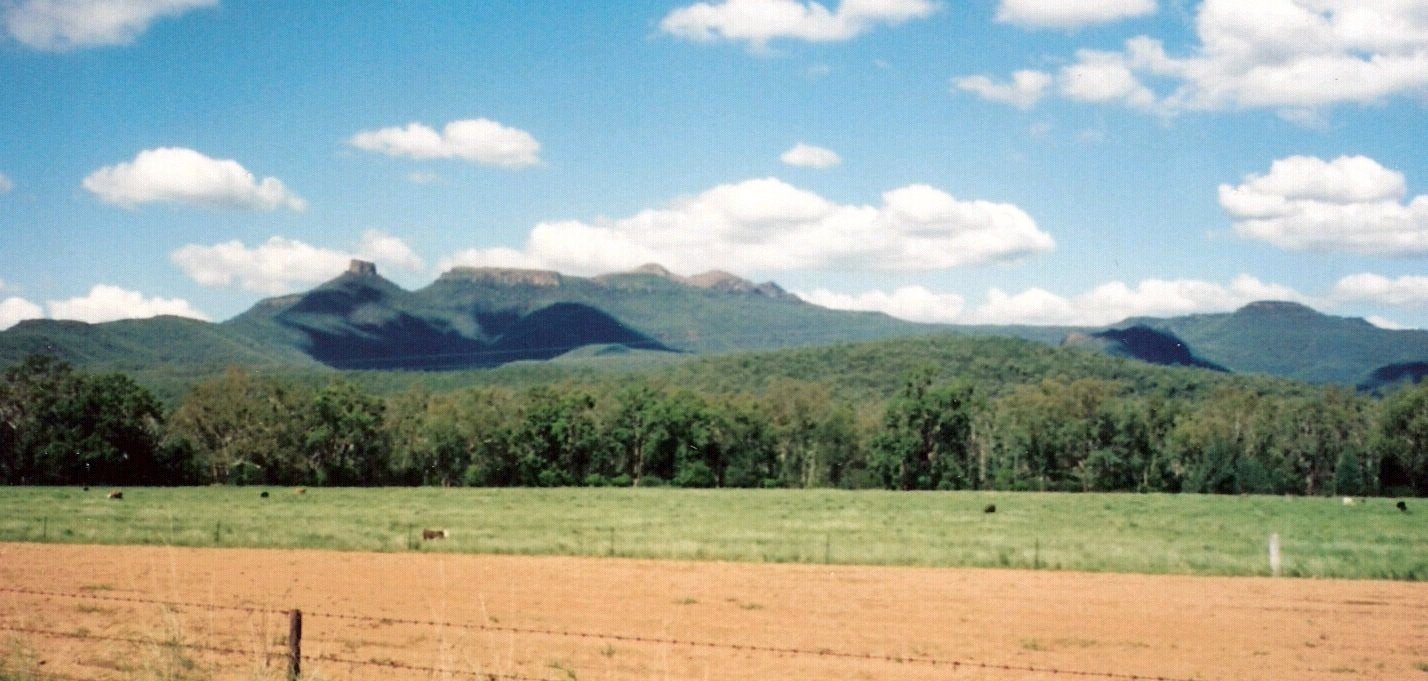
Mount Kaputar (trzeci od lewej) i jego okolice